# Acacia richii
Acacia richii är en ärtväxtart som beskrevs av Asa Gray. Acacia richii ingår i släktet akacior, och familjen ärtväxter. IUCN kategoriserar arten globalt som livskraftig. Inga underarter finns listade i Catalogue of Life.

## Bildgalleri

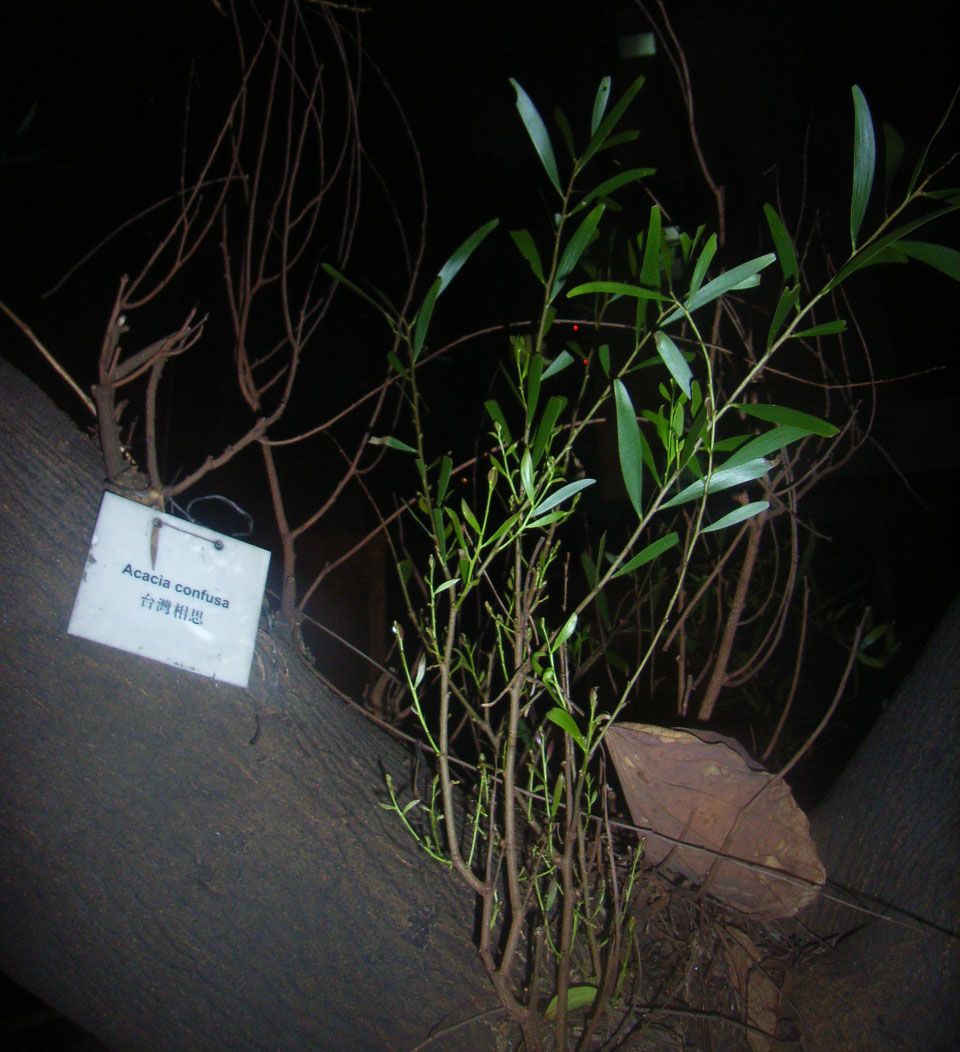
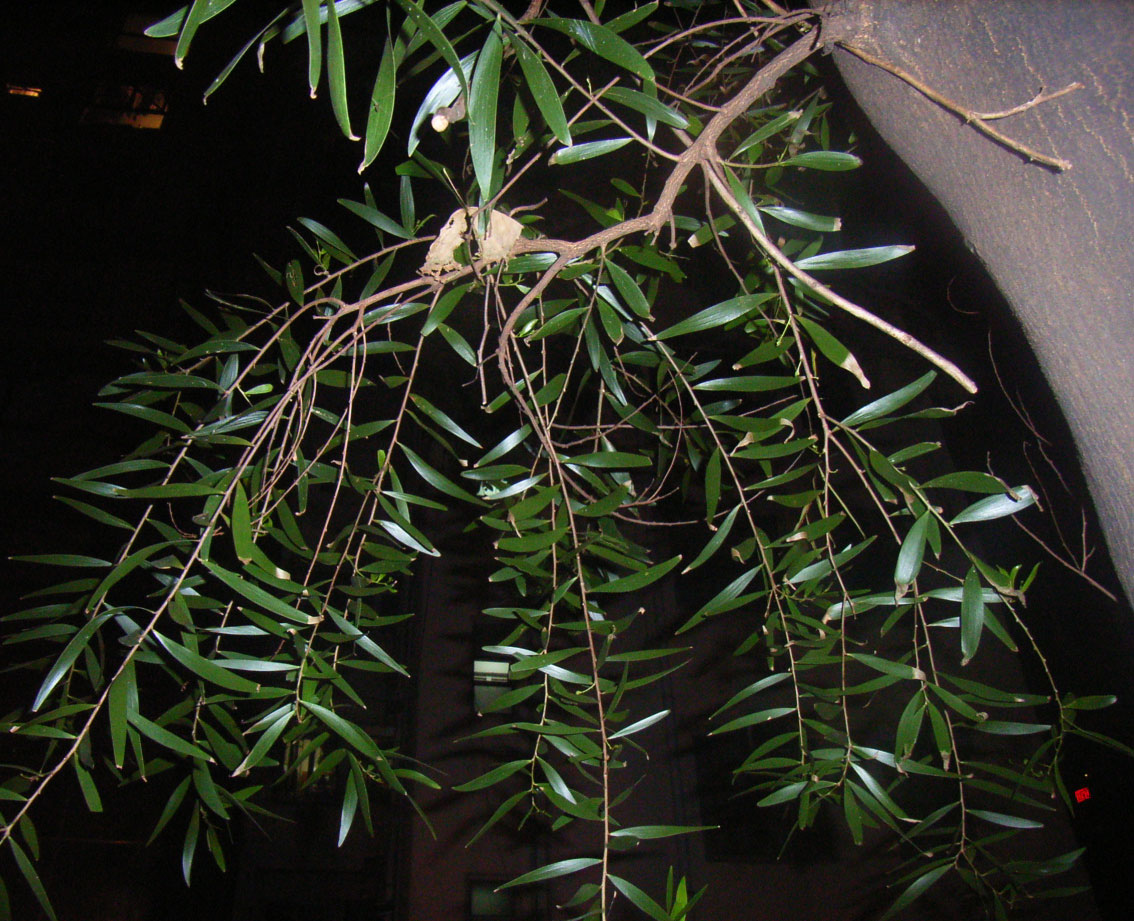
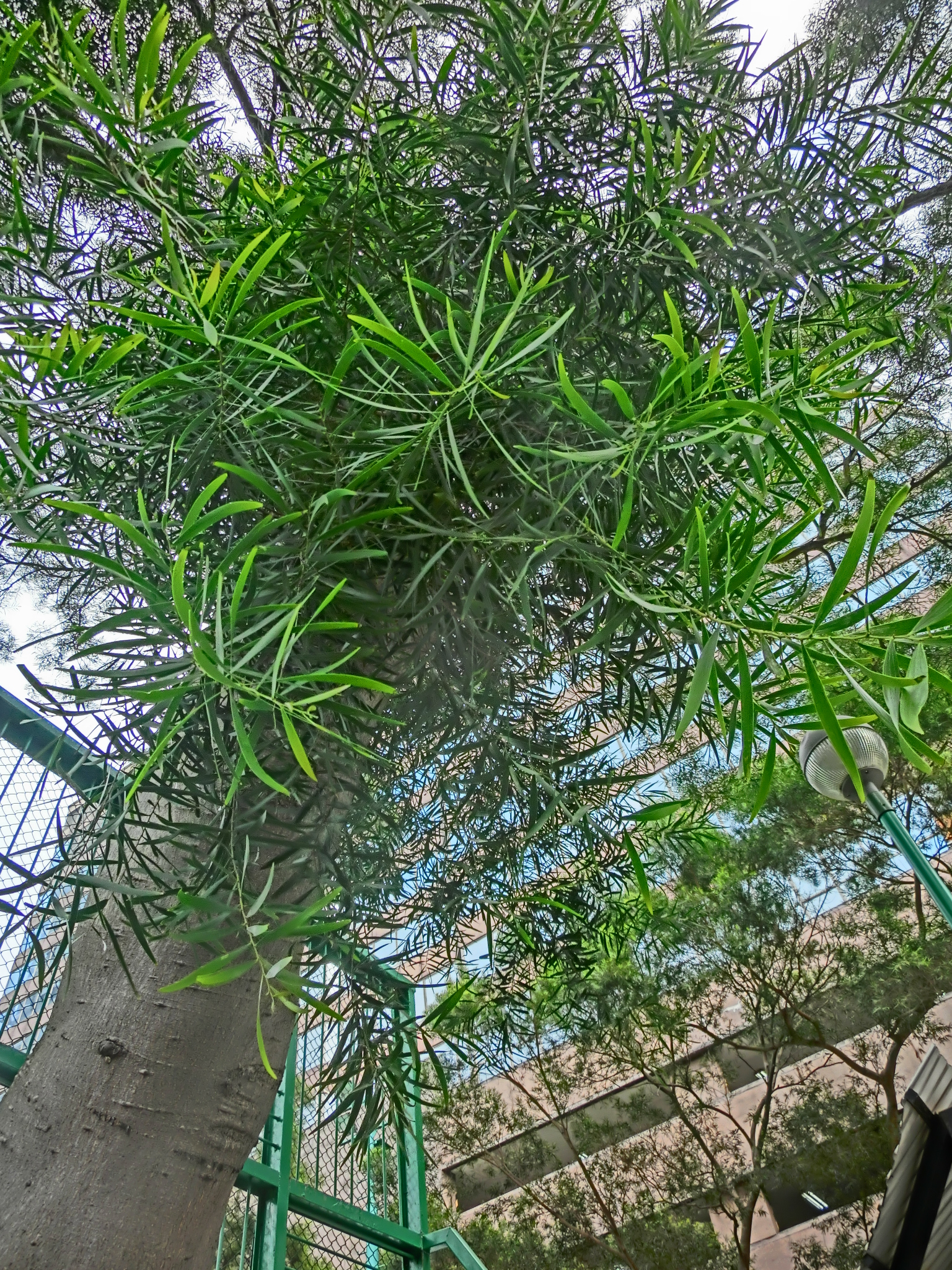
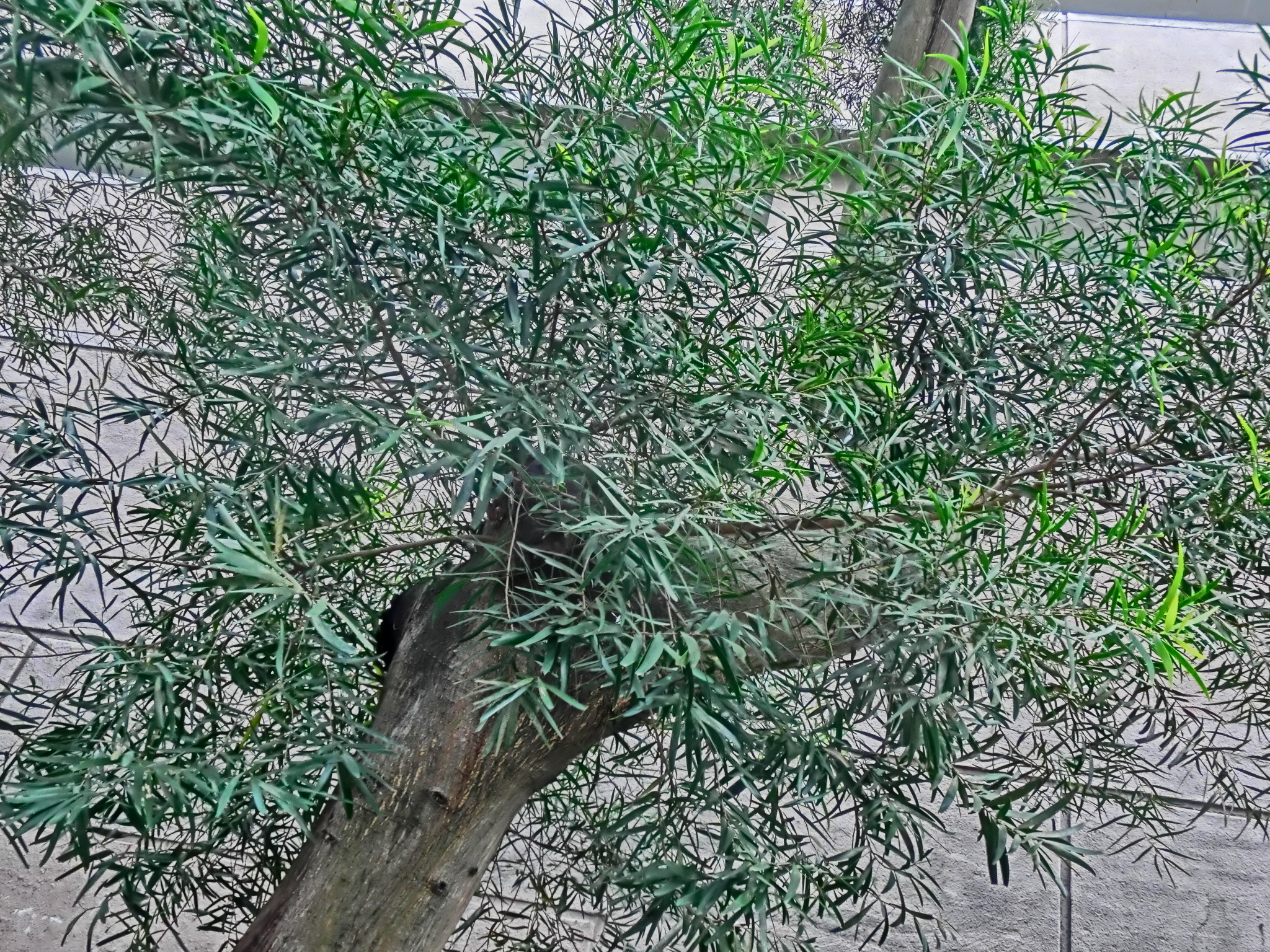